# Mistrzostwa Europy w lekkiej atletyce masters non-stadia
Mistrzostwa Europy w lekkiej atletyce masters non-stadia (ang. European Masters Athletics Championships – Non-Stadia (EMACNS), wcześniej European Veterans Athletics Championships Non-Stadia (EVACNS)) – mistrzostwa kontynentu w lekkiej atletyce masters w konkurencjach rozgrywanych poza stadionem lekkoatletycznym organizowane przez European Masters Athletics.
Pierwsze zawody odbyły się we wrześniu 1989 w belgijskiej Brugii. Rozgrywane są najczęściej co 2 lata. W zawodach występować mogą zawodnicy, którzy ukończyli 35. rok życia. Rywalizują w kategoriach wiekowych zgrupowanych co 5 lat. Rozgrywane są tu lub były takie konkurencje, jak bieg na 5 km, bieg na 10 km, półmaraton, chód na 10 km, chód na 20 km, chód na 30 km, biegi przełajowe i nordic walking.

## Edycje mistrzostw
| Edycja | Rok  | Gospodarz                  | Daty               | Liczba państw | Liczba zawodników |
| ------ | ---- | -------------------------- | ------------------ | ------------- | ----------------- |
| 1      | 1989 | Brugia                     | 24–25 czerwca      | 20            | 1038              |
| 2      | 1991 | Dolo, Mira                 | 5–6 października   | 13            | 957               |
| 3      | 1993 | Úpice                      | 29–30 maja         | 21            | 541               |
| 4      | 1995 | Valladolid                 | 13–14 maja         | 18            | 759               |
| 5      | 1997 | Haga                       | 31 maja–1 czerwca  | 17            | 478               |
| 6      | 1999 | Brugia                     | 26–27 czerwca      | 24            | 1272              |
| 7      | 2001 | Qormi                      | 28–29 kwietnia     | 27            | 718               |
| 8      | 2003 | Úpice                      | 24–25 maja         | 25            | 765               |
| 9      | 2005 | Vila Real                  | 13–15 maja         | 23            | 899               |
| 10     | 2007 | Ratyzbona                  | 17–20 maja         | 17            | 1487              |
| 11     | 2009 | Aarhus                     | 29–31 maja         | 28            | 644               |
| 12     | 2011 | Thionville, Yutz           | 13–15 maja         | 26            | 1001              |
| 13     | 2013 | Úpice                      | 23–26 maja         | 28            | 831               |
| 14     | 2015 | Grosseto                   | 15–17 maja         | 20            | 1078              |
| 15     | 2016 | Vila Real de Santo António | 20–22 maja         | 22            | 1041              |
| 16     | 2018 | Alicante                   | 18–20 maja         | 20            | 1275              |
| 17     | 2020 | Funchal                    | 29–31 października | 25            | 464               |
| 18     | 2022 | Grosseto                   | 13–15 maja         | 28            | 1192              |
| 19     | 2024 | Porto Santo                | 16–19 maja         | 27            | 423               |